# Anopheles torakala
Anopheles torakala este o specie de țânțari din genul Anopheles, descrisă de Stoker și Waktoedi în anul 1949. Conform Catalogue of Life specia Anopheles torakala nu are subspecii cunoscute.